# Jürgen Brockstedt
Jürgen Brockstedt (* 12. November 1939 in Hamburg; † 30. Mai 1992 in Berlin-Lichterfelde) war ein deutscher Wirtschafts- und Sozialhistoriker.

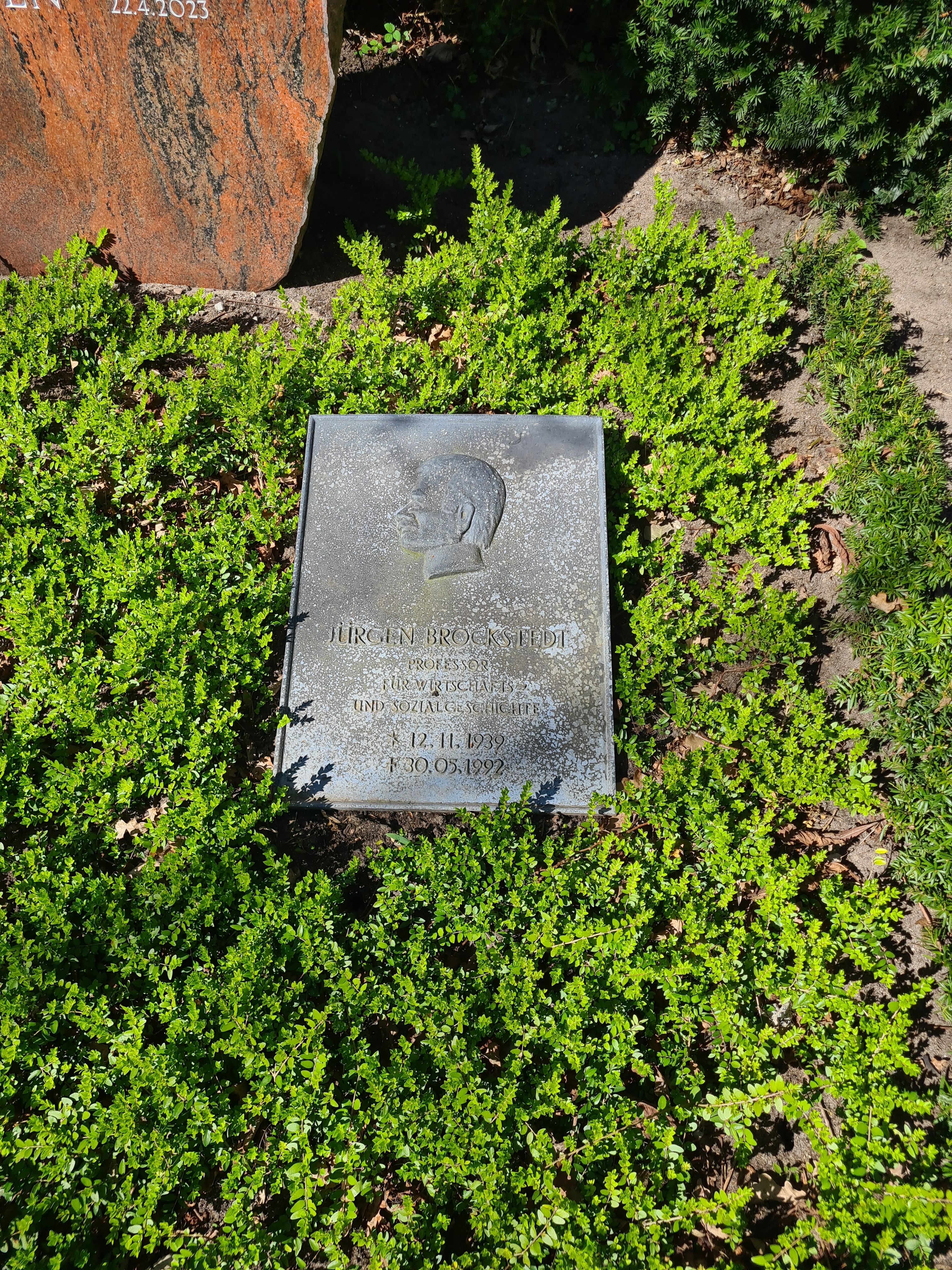
Das Grab von Jürgen Brockstedt auf dem Nordfriedhof (Kiel)

## Wirken
Jürgen Brockstedt bestand seine Reifeprüfung 1960 an der Hebbelschule in Kiel. Nach dem Wehrdienst und seinem Berufspraktikum bei einem Bauunternehmen in Kiel studierte er ab dem Wintersemester 1961/62 zunächst Bauingenieurwesen an der Technischen Hochschule Karlsruhe. Seitdem gehörte er der Karlsruher Burschenschaft Tuiskonia an. Nach dem vierten Semester wechselte er jedoch zum Studium der Wirtschaftswissenschaften, das er zunächst für zwei Semester an der Universität Mannheim, ab dem Wintersemester 1964/65 dann an der Universität Köln absolvierte. Seinen Studienschwerpunkt legte er in Köln auf das Gebiet der Wirtschafts- und Sozialgeschichte. Im Jahre 1968 legte er in Köln die Prüfung als Diplom-Kaufmann ab. Anschließend begann er die Arbeit an seiner Dissertation, unterbrach diese Arbeit allerdings durch eine zweijährige berufliche Tätigkeit bei der Klöckner-Humboldt-Deutz-AG in Köln, wo er insbesondere im Bereich von Organisation und Datenverarbeitung tätig war. Seine Promotion bei Hermann Kellenbenz in Köln erfolgte 1973. Seine weitere berufliche Tätigkeit lag von 1974 bis 1975 beim Hochschul-Informations-System GmbH (HIS) in Hannover, anschließend war er ab 1975 Assistent bei Wolfram Fischer an der Freien Universität Berlin, und zwar beim dortigen Zentralinstitut für Sozialwissenschaftliche Forschung (Arbeitsbereich Wirtschafts- und Sozialgeschichte). Vom 1. Oktober 1984 bis zu seinem frühen Tod hatte er eine Professur an der Fachhochschule für Wirtschaft in Berlin inne.
Brockstedt legte den Schwerpunkt seiner Forschungen bald auf die Wirtschafts- und Sozialgeschichte Schleswig-Holsteins und der Stadt Kiel, er wurde hier zu einem Pionier der Historischen Regionalforschung. Ein weiterer Schwerpunkt lag im Bereich der Seefahrtsgeschichte.
Jürgen Brockstedt gehörte mit Ingwer Ernst Momsen und Klaus-Joachim Lorenzen-Schmidt zu den Gründern und führenden Mitgliedern des Arbeitskreises für Wirtschafts- und Sozialgeschichte Schleswig-Holsteins, der seit 1978 besteht, und zwar in enger Verbindung zur Gesellschaft für Schleswig-Holsteinische Geschichte. Der Arbeitskreis führt seither Fachtagungen durch und gibt u. a. eine eigene Schriftenreihe heraus.

## Veröffentlichungen (Auswahl)
- (mit Christa Denecke): Planung und Organisation in den Hochschulen (= HIS-Brief, Bd. 51). Verlag Dokumentation, Pullach b. München 1975, ISBN 3-7940-4351-0.
- (mit Reiner Reissert): EDV-Einsatz in Hochschulverwaltungen. Ausstattung und Anwendungsbereiche (= HIS-Brief, Bd. 55). Verlag Dokumentation, München 1975, ISBN 3-7940-4355-3.
- Die Schiffahrts- und Handelsbeziehungen Schleswig-Holsteins nach Lateinamerika 1815–1848 (= Forschungen zur internationalen Sozial- und Wirtschaftsgeschichte, Bd. 10). Böhlau, Köln 1975, ISBN 3-412-01075-8 (Dissertation Universität Köln).
- Die Wirtschaftsentwicklung Kiels in vor- und frühindustrieller Zeit (1800–1864). In: Jürgen Schneider (Hrsg.): Wirtschaftskräfte und Wirtschaftswege. Festschrift für Hermann Kellenbenz, T. 3 (= Beiträge zur Wirtschaftsgeschichte, Bd. 6). Klett-Cotta, Stuttgart 1978, S. 251–264, ISBN 3-12-912640-6.
- (Hrsg.): Regionale Mobilität in Schleswig-Holstein 1600–1900. Theorie, Fallstudien, Quellenkunde, Bibliographie (= Studien zur Wirtschafts- und Sozialgeschichte Schleswig-Holsteins, Bd. 1). Wachholtz, Neumünster 1979, ISBN 3-529-02901-7.
- Familiengröße und Wohnsituation von Handwerkern und Arbeitern in Kiel 1800–1867. In: Werner Conze/Ulrich Engelhardt (Hrsg.): Arbeiterexistenz im 19. Jahrhundert. Lebensstandard und Lebensgestaltung deutscher Arbeiter und Handwerker (= Industrielle Welt, Bd. 33). Klett-Cotta, Stuttgart 1981, S. 138–162, ISBN 3-12-911390-8.
- Die Entwicklung der Werftindustrie mit ihren Auswirkungen auf die Umwelt in norddeutschen Seestädten 1870–1913. In: Hermann Kellenbenz (Hrsg.): Wirtschaftsentwicklung und Umweltbeeinflussung (14. bis 20. Jahrhundert) (= Beiträge zur Wirtschafts- und Sozialgeschichte, Bd. 20). Steiner, Wiesbaden 1982, S. 247–275, ISBN 3-515-03946-5.
- (Hrsg.): Frühindustrialisierung in Schleswig-Holstein, anderen norddeutschen Ländern und Dänemark (= Studien zur Wirtschafts- und Sozialgeschichte Schleswig-Holsteins, Bd. 5). Wachholtz, Neumünster 1983, ISBN 3-529-02905-X.
- Stadtentwicklung und innerstädtischer Strukturwandel in Kiel 1773–1967. In: Horst Matzerath (Hrsg.): Städtewachstum und innerstädtische Strukturveränderungen – Probleme des Urbanisierungsprozesses im 19. und 20. Jahrhundert (= Geschichte und Theorie der Politik, Unterreihe A, Bd. 8). Klett-Cotta, Stuttgart 1984, S. 99–123, ISBN 3-608-91135-9.
- Wirtschaftlicher Aufstieg und soziale Mobilität in deutschen Seefahrerregionen vom 17. bis 19. Jahrhundert. In. Jürgen Bergmann (Hrsg.): Arbeit, Mobilität, Partizipation, Protest – Gesellschaftlicher Wandel in Deutschland im 19. und 20. Jahrhundert (= Schriften des Zentralinstituts für Sozialwissenschaftliche Forschung der Freien Universität Berlin, Bd. 47). Westdeutscher Verlag, Opladen 1986, S. 99–158, ISBN 3-531-11737-8.
- Husumer Eisenwerk. Mittelständisches Unternehmertum in einer Agrarregion 1852–1954 (= Schriften des Kreisarchivs Nordfriesland, Bd. 9). Husum Druck- und Verlags-Gesellschaft, Husum 1987, ISBN 978-3-88042-371-8.
- (Hrsg.): Gewerbliche Entwicklung in Schleswig-Holstein, anderen norddeutschen Ländern und Dänemark von der Mitte des 18. Jahrhunderts bis zum Übergang ins Kaiserreich (= Studien zur Wirtschafts- und Sozialgeschichte Schleswig-Holsteins, Bd. 17). Wachholtz, Neumünster 1989, ISBN 3-529-02917-3.
- Wandel der Landwirtschaft durch Industrialisierung im Herzogtum Oldenburg und seinen drei Teilregionen 1870–1914. In: Jürgen Bergmann (Hrsg.): Regionen im historischen Vergleich – Studien zu Deutschland im 19. und 20. Jahrhundert (= Schriften des Zentralinstituts für Sozialwissenschaftliche Forschung der Freien Universität Berlin, Bd. 55). Westdeutscher Verlag, Opladen 1989, S. 55–132, ISBN 3-531-11880-3.
- (Hrsg.): Wirtschaftliche Wechsellagen in Schleswig-Holstein vom Mittelalter bis zur Gegenwart (= Studien zur Wirtschafts- und Sozialgeschichte Schleswig-Holsteins, Bd. 20). Wachholtz, Neumünster 1991, ISBN 3-529-02920-X.
- (Hrsg.): Seefahrt an deutschen Küsten im Wandel 1815–1914 (= Studien zur Wirtschafts- und Sozialgeschichte Schleswig-Holsteins, Bd. 22). Wachholtz, Neumünster 1993, ISBN 3-529-02922-X.

Außerdem weitere Aufsätze in Fachzeitschriften.